# Igreja da Penha (Braga)
A Igreja da Penha, que fez parte do Recolhimento de Nossa Senhora da Conceição da Penha de França também referido como Convento de Nossa Senhora da Conceição da Penha de França, é uma igreja situada na antiga Freguesia de São José de São Lázaro, atual Freguesia de Braga (São José de São Lázaro e São João do Souto), na cidade de Braga, em Portugal.

## História
Em 31 de Maio de 1652, os beneméritos Pedra de Aguilar e sua mulher fundaram no Campo de Santa Ana, lado sul, um recolhimento a receber donzelas ou viúvas, que deveriam viver colectivamente na Regra de São Francisco, ao qual deram o nome de Recolhimento de Beatas da Penha de França.
Em 1720, Dom Rodrigo de Moura Teles ampliou o recolhimento e mandou construir a igreja, com a bela tribuna de talha dourada e as paredes interiores forradas a azulejo, celebrando ali a primeira missa em 18 de Dezembro de 1721.
A 5 de Junho de 1727, foi autorizada a transformação do recolhimento em Convento das Capuchas (Concepcionistas).
Foi nomeada para sua primeira abadessa, fundadora, a Madre Josefa Maria da Assunção, Prioresa que tinha sido do Mosteiro do Salvador, de Braga, para Porteira a Madre Maria Susana de Jesus, do mesmo Mosteiro e para a Vigária e Mestra de noviças a Madre Maria Josefa de Jesus, do Convento da Conceição.
Com a lei da extinção das Ordens Religiosas, de 1834, o convento acabou com a morte da última freira, Maria Luísa da Natividade, em 21 de Dezembro de 1874.
Em 12 de Maio de 1879, foram as instalações do convento cedidas, pelo governo, ao Asilo de Infância Desvalida de D. Pedro V, tendo-se demolido então o convento para no seu lugar surgir o actual edifício.
Do antigo convento, resta o claustro, ajardinado, com um fontanário ao centro e a Igreja.
O interior da igreja é decorado com azulejos do século XVIII da autoria de Policarpo de Oliveira Bernardes, filho de António de Oliveira Bernardes. Apresenta ainda um púlpito em talha da autoria de Marceliano de Araújo.

## Galeria

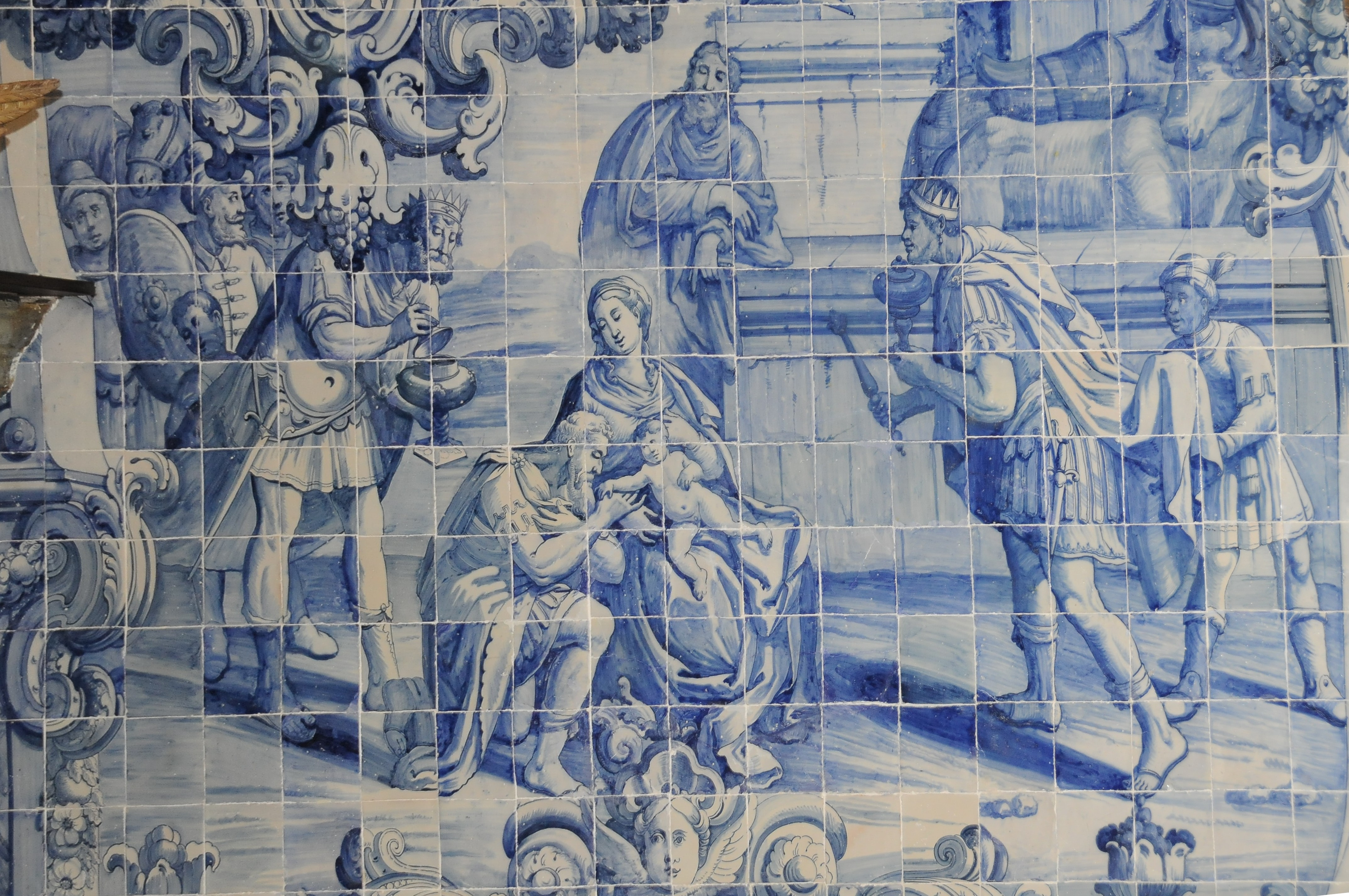
Azulejos
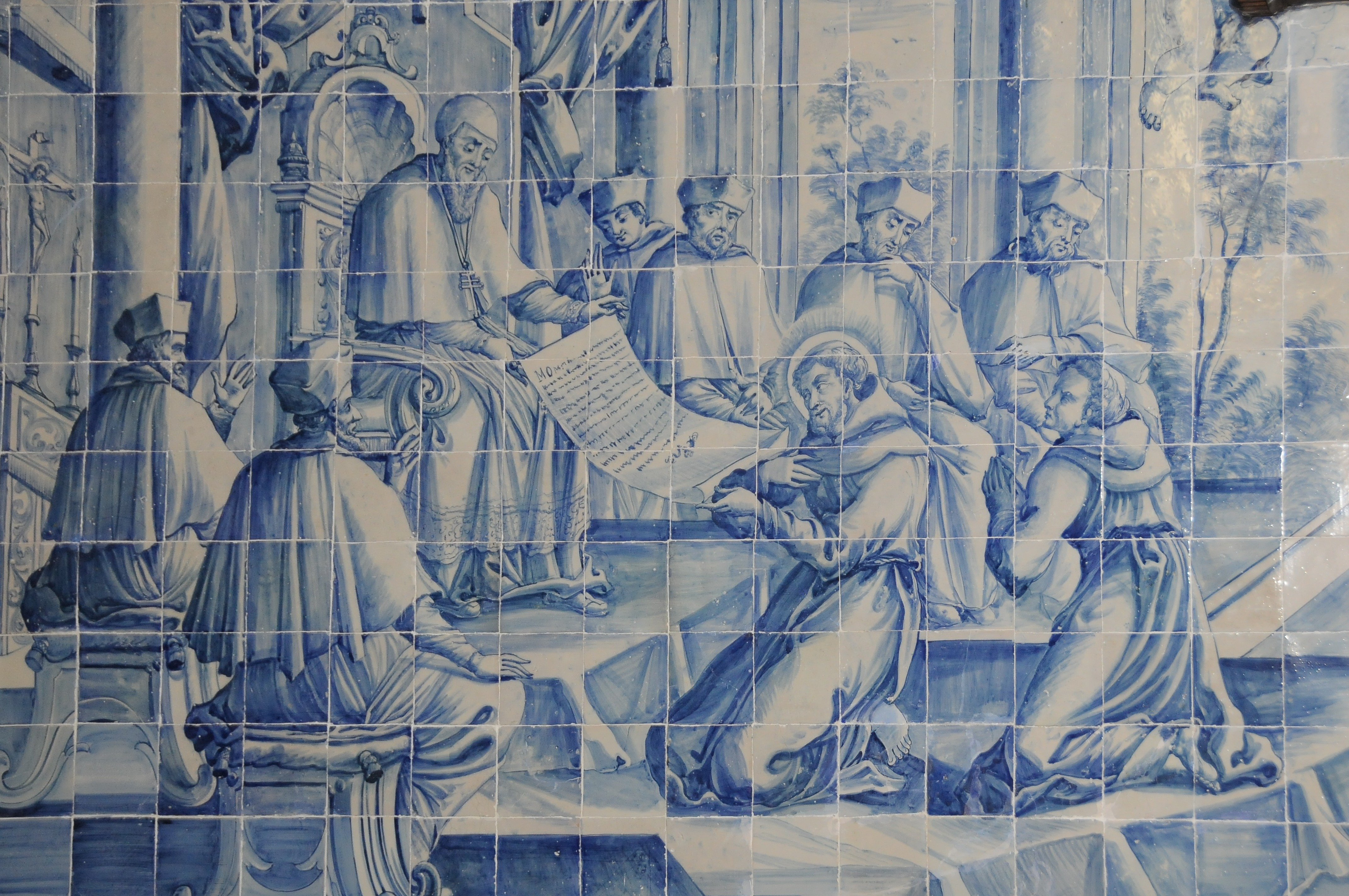
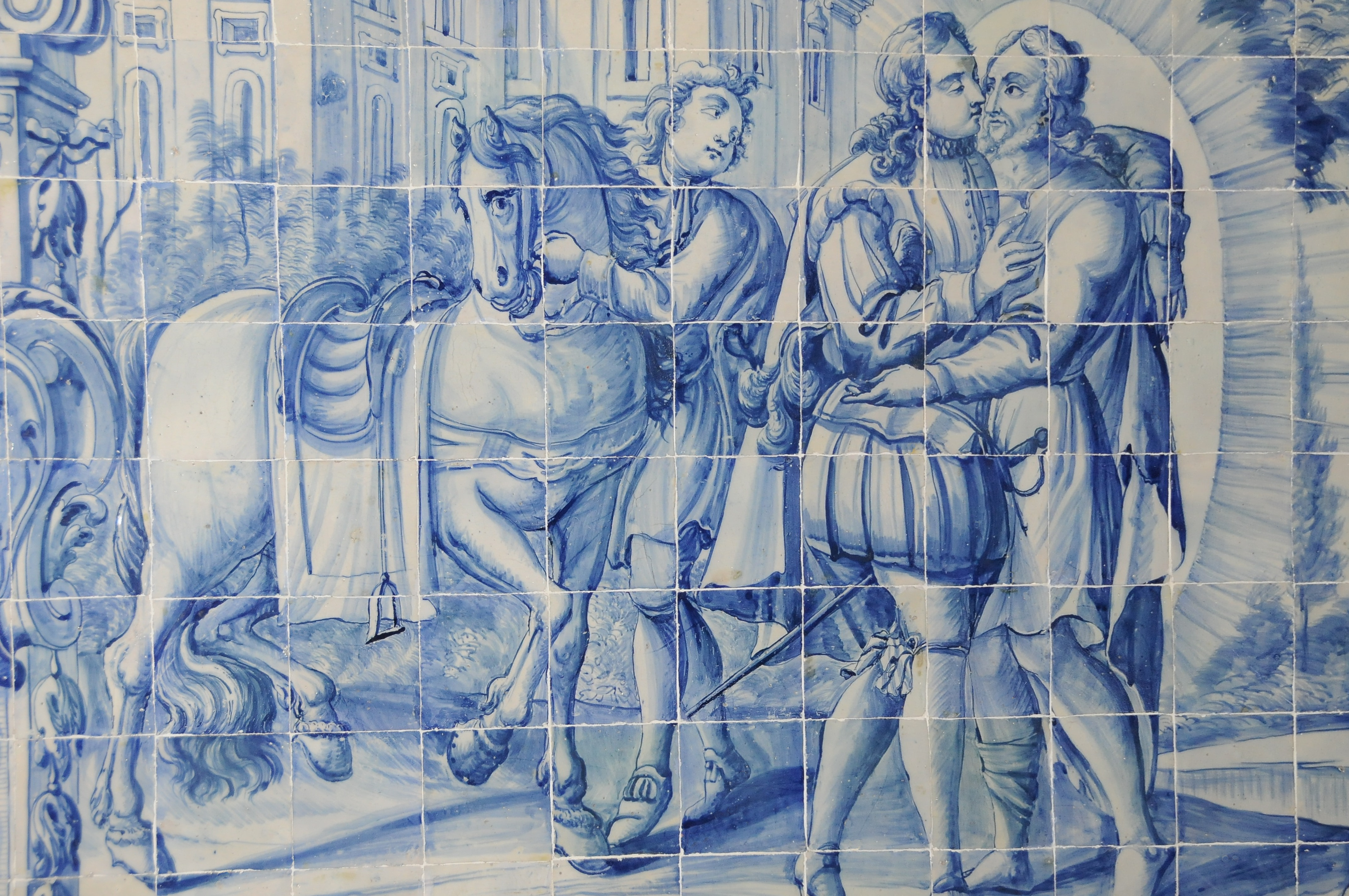
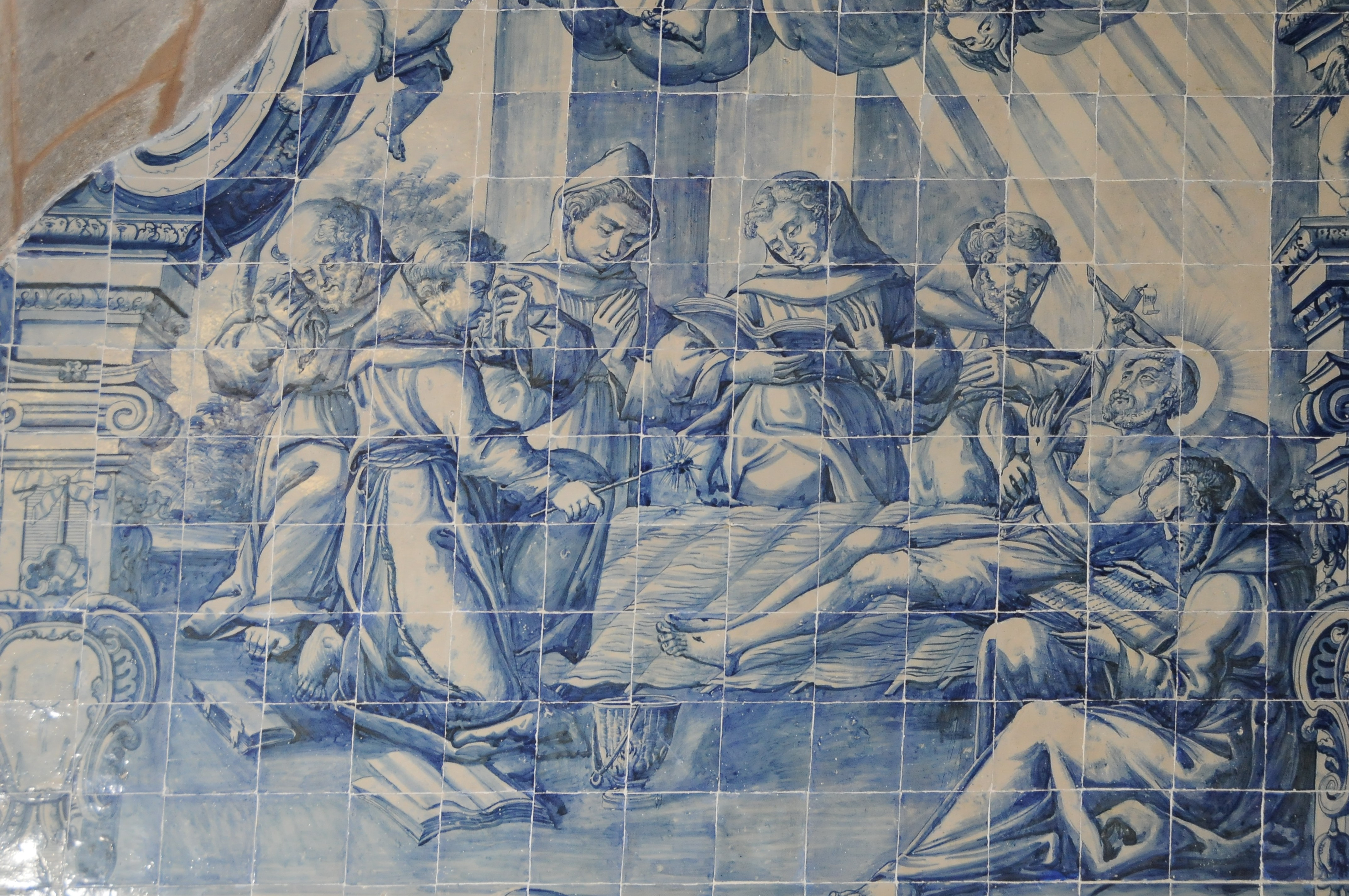
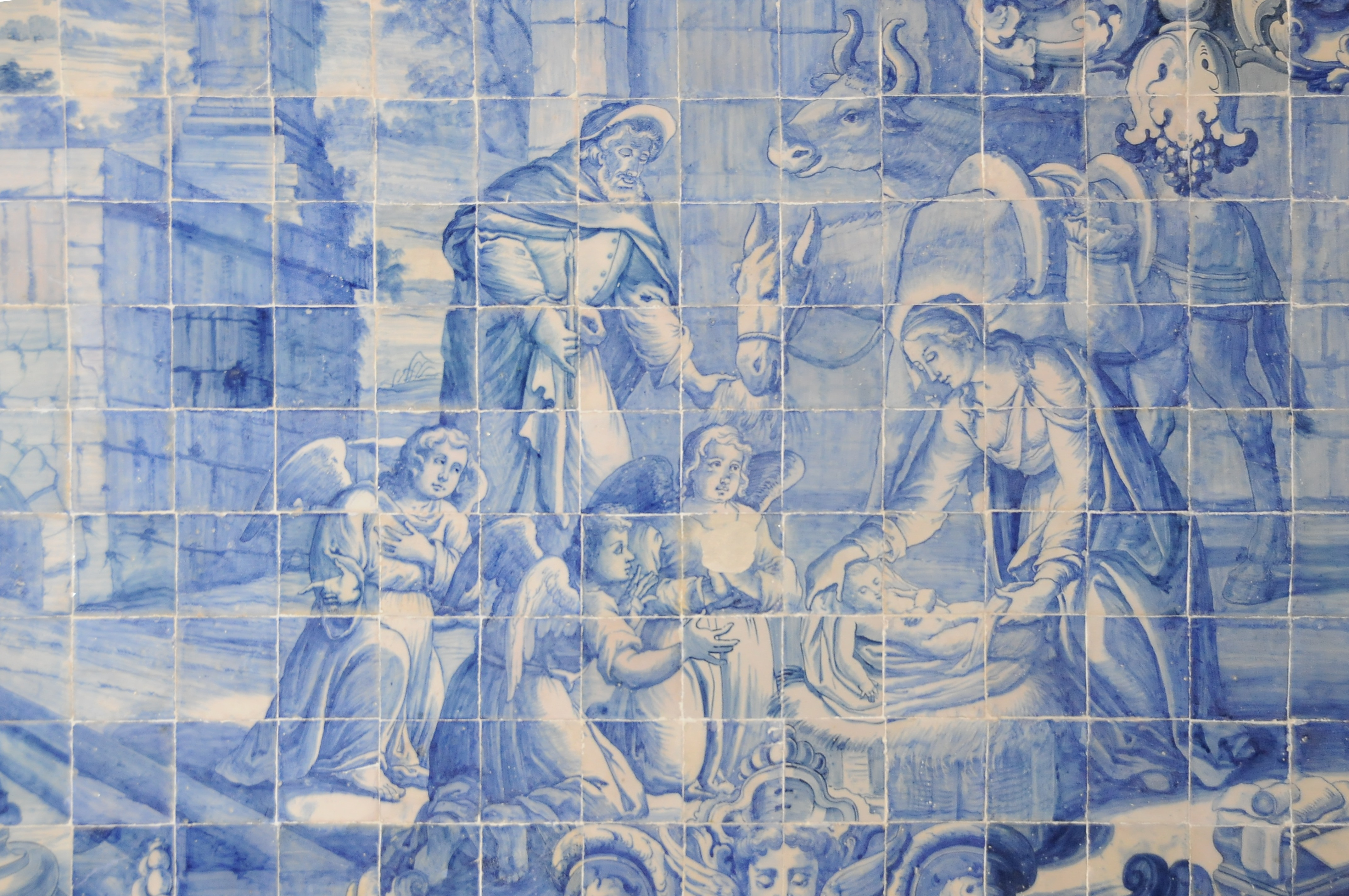